# 富山県道315号辻ヶ堂市田袋線
富山県道315号辻ヶ堂市田袋線（とやまけんどう315ごう つじがどういちだぶくろせん）とは、富山県富山市の水橋地区を通る一般県道（富山県道）である。
大部分の区間はかつての北陸街道である。

## 路線概要
- 起点：富山県富山市水橋柳寺（富山県道15号立山水橋線交点）
- 終点：富山県富山市水橋市田袋（国道415号交点）

始点は水橋辻ヶ堂ではなく、実際は水橋柳寺である。

## 概要
- 始点の白岩川の橋（水橋大橋）を渡ってすぐのところに、かね七と大協薬品工業が、道路を挟むように、両側に設置されている。
- 唯一の踏切が、あいの風とやま鉄道水橋駅からすぐ近くの踏切である。

## 通過する自治体
- 富山県
  - 富山市